# Coco Piris
María Manuela Piris Piñeiro, más conocida como Coco Piris (Santander, Cantabria, 1939 - ib., 26 de agosto de 1990), fue una galerista y comisaria de exposiciones española además de una personalidad clave en el desarrollo del mundo del arte en Cantabria. 

## Trayectoria
Coco Piris junto a su hermano Alfredo Piris estrecharon vínculos artísticos y creativos que la impulsaron a abrir en 1975 una galería de arte en la céntrica calle del Medio en la ciudad de Santander, la Galería de Arte Rúa, asociada al polifacético Ramón Calderón y al fotógrafo Ángel de la Hoz. En 1976, decidió poner en práctica uno de sus proyectos más deseados: sacar el arte a la calle, y con la colaboración del Ayuntamiento de Santander organizó en los Jardines de Piquío una muestra de escultura del zamorano José Luis Coomonte, con piezas de hierro de gran tamaño. A ese evento veraniego siguió otro de escultores de Cantabria, también con piezas en piedra de Jesús Otero y otras esculturas de hierro y otros materiales aportadas por Cacicedo, Ramón Calderón, Villalobos, Gema Soldevilla o Avecilla.
El poeta, escritor y crítico Leopoldo Rodríguez Alcalde, (1920-2007), en un perfil literario de su figura, con motivo de la exposición de homenaje celebrada en la Fundación Botín en junio de 1991, sostenía que cada exposición de la Galería Rúa «quedaba bien lejos de toda rutina, tanto académica como progresista, y que cada pintor que por allí pasaba acreditaba su grano de sal»: «Allí se pudo admirar la última exposición del incomparable Manolo Raba, aquellos dibujos donde se resumía y se magnificaba la prodigiosa imaginación plástica de nuestro gran amigo. Allí vimos grabados de Dalí, aguafuertes de Solana, muestras bellísimas del impresionismo español, júbilos imaginativos de la hija de nuestro gran Fernando Sáez, preciosos dibujos coloreados de Francisco Bores, férvidas notas de color de Guinovart, rasgos ávidos e incisivos de Alberto Ramírez; nombres y cuadros que iban y venían aportando la realidad y el recuerdo, de algún primer paso que sería comienzo de una fructífera carrera».
El Certamen Joven Arte Rúa que convocado por la Galería «entreabría caminos a los artistas jóvenes que no faltaban a la cita. Y también de vez en cuando se evidenciaba el polifacético entusiasmo de Coco Piris con veladas musicales, conferencias donde no faltaban el rasgo sensible o la ocurrencia felizmente escabrosa, alguna representación de teatro más o menos vanguardista, quizá más ilusionada que convincente».
Coco Piris impulsó la recuperación de la memoria del que para ella era el «más internacional y olvidado pintor santanderino»: Francisco Iturrino. Rastreó su obra por galerías de Francia y el País Vasco y en octubre de 1977 inauguró en Rúa, con el título de 'Iturrino: Bodas de oro de una ausencia' una exposición homenaje al 50 aniversario de la única exposición del pintor cántabro-vasco en Santander que tuvo lugar en el Ateneo de Santander en 1927. Con motivo de esta exposición en Rúa el Museo de Bellas Artes de Santander adquirió las dos obras que hoy tiene en su colección. A partir de 1984 Rúa cerró sus puertas para reabrir como el primer Salón de Té de Cantabria cuando Coco Piris fue nombrada primera Directora del Área de Artes Plásticas de la Fundación Marcelino Botín, donde organizó exposiciones individuales y colectivas entre las que destacaron una exposición de escultura de vanguardia en la Plaza de Pombo y una exposición calificada de audaz: «un Vía Crucis pictórico cuyas catorce Estaciones (precedidas de una bella composición de resumen) habían de confiarse a otros tantos pintores, acompañados en su tarea por otros tantos poetas». Su gestión dentro de la Fundación fue «un providencial elemento de promoción para vocaciones que despuntaban». 
En sus últimos años, puso en marcha otra novedosa actividad: la efímera y cordial agencia 'Civitat' pionera en el concepto de Servicios de Gestión Cultural.
Rodríguez Alcalde a la hora de hacer memoria apuntaba, «Santander, ha de agradecer mucho a su imaginación, a sus iniciativas, a sus impulsos, a aquella preocupación infatigable por descubrir talentos y por ensalzar ánimos».
Murió el 26 de agosto de 1990.

## Obras
- Memorandum de una labor, (1989).[4]